# معركة الخميس

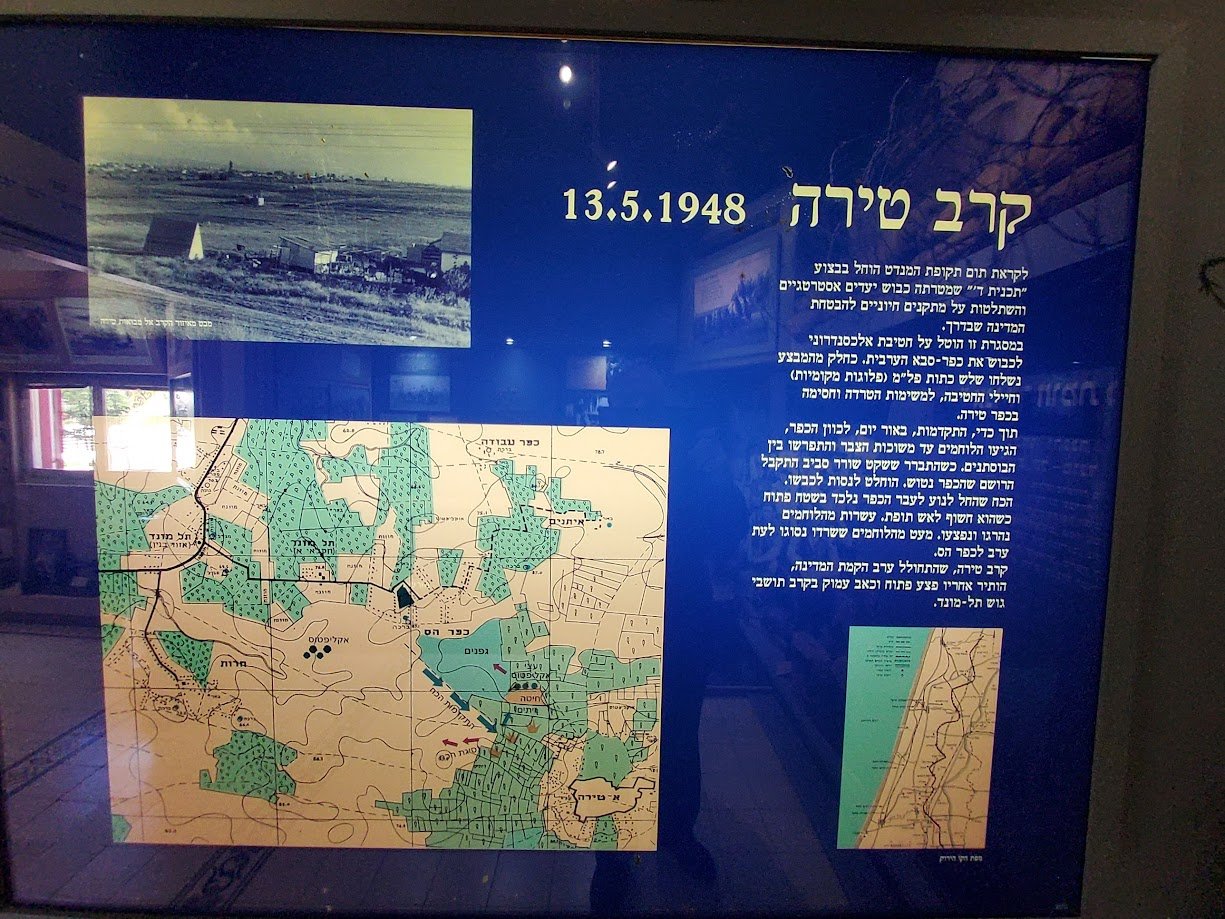
خريطة لمعلومات عن العدوان

معركة الخميس أو معركة الطيرة الأولى (بالعبرية: קרב טירה) هي أحد المعارك التي حدثت في حرب النكبة 1948. وقعت المعركة بتاريخ 13 أيار\ مايو عام 1948م في قرية الطيرة بين قوات الهاجاناه الصهيونية المدعومة من جيش الانتداب البريطاني من جهة وبين فدائيين عرب من قرية الطيرة ومن القرى الفلسطينية المجاورة إضافة إلى جنود من جيش الإنقاذ.

## الخلفية
مع احتدام المعارك ابان النكبة 1948 تشكلت في القرى العربية الفلسطينية لجان دفاع ومقاومة شعبية للتصدي للقوات الصهيونية التي طمحت لاحتلال الأراضي العربية الفلسطينية والتوسع المستمر فيها. في نهاية عام 1947م تشكلت في قرية الطيرة لجنة دفاع قومية مسلحة للتصدي لأي محاولة للقوات الصهيونية لاحتلال القرية، تألفت اللجنة في البداية من: حسن العبد الله ورفيق النجيب وعبد الرؤوف سمارة إضافة إلى شباب اخرين من القرية كما استعانوا بقدامى ثورة 1936 (الثورة الفلسطينية الكبرى).
بعد وصول جيش الإنقاذ إلى فلسطين في شباط 1948م تولى الضابط العراقي صادق شنشل حراسة وتأمين منطقة الطيرة فقام ببناء خط من نقاط الحراسة المشرفة على حدود القرية وقام بإرسال قرابة الثلاثين شاب من الطيرة إلى معسكرات جيش الإنقاذ في قطنة بسوريا وبعد ان عادوا تم توزيعهم على حدود الطيرة وفي منطقة المثلث الجنوبي وقضاء طولكرم.

## سير المعركة
بدأت معركة الخميس في صباح الثالث عشر من أيار\ مايو عام 1948م حيث شرعت قوات الهاجاناه الصهيونية الهجوم لاحتلال قرية الطيرة من جهة الغرب ومن مستوطنة «كفار هيس». في البداية استولت القوة الصهيونية على بعض نقاط الحراسة وتمكنت من الاستمرار نحو الطيرة اذ ظنت انه لن يكون مقاومة عربية مسلحة حتى وقعت في كمين محكم من قبل الفدائيين العرب فتم فتح النيران على جنود الهاجاناه وقتل عشرين منهم وجرح العشرات كما فقد أربعة جنود صهاينة ولا يزالوا مفقودين حتى اليوم. وفي المقابل خسر الطرف العربي أربعة من الشهداء هم: محمد الطه، عبد الحافظ اسعد، أبو عثمان (من قرية مسكة المجاورة) ومحمد الحموي وهو من المتطوعين السوريين، إضافة إلى سبعة من الجرحى.
في اليوم الثاني للمعركة أي في نهار الرابع عشر من أيار تمت مهاجمة الطيرة من محورين: من جهة مستوطنة «كفار هيس» ومن مستوطنة «رمات هكوفيش» كما تم دعم قوة الهاجاناه الصهيونية من قبل لواء جفعاتي. صمد مدافعو الطيرة في وجه تقدم القوات الصهيونية لكن تمكنت الأخيرة من الوصول إلى مشارف البيوت العربية الخاصة في القرية حتى وصلت نجدة فدائيين عرب من طولكرم وقرية سيلة الظهر وقرى مجاورة مما منع القوات الصهيونية من التقدم لاحتلال القرية، واستشهد في هذا اليوم ستة من المدافعين العرب وجرح العشرات.
تراجعت القوات الصهيونية عن التقدم لاحتلال القرية حتى يوم السابع والعشرين من أيار اذ عاودت محاولة الهجوم لاحتلال القرية وفشلت مرة أخرى اثر تصدي الفدائيين العرب الذين استمروا بتلقي الدعم والامداد من القرى المجاورة.
استمر هذا الحال حتى الأيام الأولى من كانون الثاني\ يناير عام 1947م اذ اندلعت المواجهة مرة أخرى وكان الطرف العربي هو المبادر هذه المرة حيث حاولت قوة من الجيش العراقي ومتطوعين من أبناء الطيرة والقرى المجاورة استعادة نقاط الحراسة والاشراف التي استولت عليها القوات الصهيونية وتم بالفعل تحرير معظم هذه النقاط بعد استشهاد 13 فدائي منهم ثمانية من الجيش العراقي وخمسة من أبناء الطيرة.

## نتائج
بعد أشهر انسحب الجيش العراقي من المنطقة بعد تولي الجيش الأردني المهام الأمنية فيها وأصبحت منطقة الطيرة تحت سيطرة واشراف الأردن الذي وقع اتفاقية هدنة مع إسرائيل عام 1949م تم بموجبها تسليم مناطق واسعة من المثلث إلى إسرائيل بما فيها قرية الطيرة. الجدير بالذكر ان منطقة المثلث الفلسطيني لم يتم احتلالها احتلال عسكري من قبل القوات الصهيونية التي فشلت مرارا باحتلاله انما تم تسليم المنطقة وفق اتفاقية رودس أو اتفاقية الهدنة 1949.